# Banca Carige
Banca Carige est une banque italienne basée à Gênes. BPCE possède une participation minoritaire dans Banca Carige.

## Histoire
La banque est fondée en 1483 à Gênes, d'abord en tant que caisse municipale, avant d'étendre son activité dans la région de la Ligurie au XIXe siècle. Elle est cotée en bourse depuis 1995. Dans les années 2000, la banque a étendu ses activités à l'ensemble de la péninsule italienne.
En octobre 2014, Banca Carige a échoué avec 24 autres banques aux tests de résistances de la banque centrale européenne et de l'autorité bancaire européenne. Il lui manquerait ainsi 810 millions d'euros. À la suite de cela, Banca Carige annonce la vente de sa filiale d'assurance au fond Apollo Management pour 310 millions d'euros.
En mai 2015, BPCE vend une participation de 4,66 % dans Banca Carige pour 32,7 millions d’euros. Après cette opération BPCE possède 5,10 % du capital de Banca Carige.
En janvier 2022, BPER ouvre des négociations exclusives pour acquérir Carige, pour un montant d'1 € symbolique, avec un renflouement de 530 millions d'euros de Carige par le Fondo Interbancario di Tutela dei Depositi, un fonds de garanti, actionnaire de Carige.